# Litwinki (województwo podlaskie)
Litwinki – wieś w Polsce, położona w województwie podlaskim, w powiecie sokólskim, w gminie Kuźnica.
| SIMC    | Nazwa      | Rodzaj    |
| ------- | ---------- | --------- |
| 0033318 | Adamowo    | część wsi |
| 0033324 | Pawłowicze | kolonia   |

W latach 1975–1998 wieś administracyjnie należała do województwa białostockiego.
Wierni kościoła rzymskokatolickiego należą do parafii Najświętszej Maryi Panny Pocieszenia w Zalesiu.